# Braille luxemburguès
El braille luxemburguès és l'alfabet braille de la llengua luxemburguesa. És molt similar al braille francès, tot i que utilitza cel·les de vuit punts, essent la parella extra de punts al final de cada cel·la per indicar els accents i les majúscules. A data de 2013 era l'únic alfabet de vuit punts numerat a la llista de la UNESCO. Els nens comencen estudiant amb l'antic alfabet de sis punts de la UNESCO (1990), i quan comencen l'escola primària passen al model de vuit punts, a més d'aprendre els nombres.

## Alfabet
L'alfabet braille luxemburguès va començar com un conjunt de lletres reduït amb relació a l'alfabet francès, que és el bàsic de 26 + 3 per vocals impreses amb diacrítics: Plantilla:Bc é, Plantilla:Bc ë, Plantilla:Bc ä. Amb el pas a l'alfabet de 8 punts, es va sumar un nou punt als tres anteriors. Les lletres són les següents:
| a | b | c | d | e | f | g | h | i | j                         |
| k | l | m | n | o | p | q | r | s | t                         |
| u | v | w | x | y | z | ä | ë | é | ⠀ (braille pattern blank) |
El punt 7 es va afegir per fer les majúscules:
| A | B | C | D | E | F | G | H | I | J                         |
| K | L | M | N | O | P | Q | R | S | T                         |
| U | V | W | X | Y | Z | Ä | Ë | É | ⠀ (braille pattern blank) |
A més de les lletres accentuades, aquestes també són els models del codi braille Gardner–Salinas utilitzat per una connotació tècnica. Els dígits 1–9 (però no el 0) també provenen del Gardner–Salinas. Tot i així, les puntuacions són força diferents en la variant luxemburguesa.

## Nombres
La notació d'Antoine, aplicada en el braille francès, és la que també s'utilitza amb el luxemburguès en els nombres. Tot i així, com que és possible confondre aquests nombres amb l'alfabet luxemburguès, com passa amb el braille francès, s'escriuen sense el signe francès ⟨Plantilla:Bc⟩. Així, en l'alfabet luxemburguès, els nombres s'escriuen tal com estan impresos, sense necessitar cap indicació especial que són nombres.
| 0 | 1 | 2 | 3 | 4 | 5 | 6 | 7 | 8 | 9 |

## Puntuació
El signe d'exclamació és inusual, mentre que els parèntesis són, en realitat, claus en majúscula.
| , | . | ! | ' | ? | ; | : |

| “ ... ” | (...) | { ... } | [ ... ] |